# 岡田淳
岡田 淳（おかだ じゅん、1947年〈昭和22年〉1月16日- ）は、日本の児童文学作家。著書『雨やどりはすべり台の下で』で産経児童出版文化賞を、『こそあどの森の物語』で野間児童文芸賞を受賞し国際アンデルセン賞の国際児童図書評議会(IBBY) オナーリストに選ばれた。翻訳家、挿絵・イラスト作家、エッセイストでもある。

## 略歴
兵庫県西宮市生まれ。大阪府立清水谷高等学校を卒業し、神戸大学教育学部（[後に発達科学部への改組を経て現在は国際人間科学部）美術科に入学。神戸大を卒業後に西宮市の小学校教員となり、教職の傍ら児童文学を執筆し、2007年（平成19年）の定年退職まで図画工作専科の教師を務めた。

## 人物
清水谷高校の部活動で演劇部に入り、神戸大でも清水谷高の演劇部以来の先輩の誘いで1966年（昭和41年）演劇・漫画制作集団「さそり座」を結成した。神戸大教員（助手）だった菅谷規矩雄ゆかりのメンバーで構成され、菅谷のアドバイスにより自費出版で言葉（台詞）のないマンガ集『星泥棒』を出版している。彫刻家の植松奎二は大学の同級生である。

### 児童文学
1975年（昭和50年）神戸大の後輩の浦川良治と共同ペンネーム「ねべりよん」名義で合作『忘れものの森』を出版した。この作品は挿絵も作者2人の共作である。
1979年（昭和54年）『ムンジャクンジュは毛虫じゃない』で児童文学作家として本格デビュー。この作品の元になる話は、図工の授業の際に絵を描くための題材として書かれた。その後3年半をかけて書き直し、地元で著名な児童書専門店「ひつじ書房」（神戸市東灘区岡本）の店主に見せたことがきっかけで出版が決まった。
作品の中で学校を描く際、勤務先の小学校をモデルにすることがあり、実際の体験が元になった作品に『学校ウサギをつかまえろ』がある。一方、特定の児童をモデルにすることはないが、登場人物の名前や着想のきっかけになっている。
発表した作品の中には、小学校・中学校の教科書に題材として採用された作品もある（『雨やどりはすべり台の下で』内の「スカイハイツオーケストラ」など）。

### イラスト・漫画
1974年（昭和49年）公募の童話賞入選をきっかけに、児童文学作品の執筆について文研出版より問い合わせを受けたため、マンガを描いている旨を伝えると挿絵を依頼され、『にげだしたおばけやしき』（シュパング作、塩谷太郎訳、文研出版）のイラストを担当した。以後、自著の挿絵も手がけることが多い。
また、教員になった後も私家版のマンガ集を発行しており、神戸のタウン情報誌『月刊神戸っ子』にも漫画を1968年（昭和43年）から40年間、連載した（2007年〈平成19年〉まで）。

### 児童文学の発展に寄与
2002年（平成14年）、日本の児童文学の発展に寄与した作家の1人に選ばれ、『作家が語る わたしの児童文学15人』（にっけん教育出版社）の中で、佐藤さとる、あまんきみこ、那須正幹、岩崎京子、舟崎克彦、さとうまきこ、末吉暁子、後藤竜二、上條さなえ、長崎源之助、丘修三、宮川ひろ、古田足日、松谷みよ子とともに「作家になるまで」「作家になってから」を語っている。

## 作家としての評価
岡田について、出版関係者はもとより、評論家も高く評価している。

### 今日的テーマを幾重にも織り込む冒険
藤子不二雄の漫画『パーマン』などを担当し、児童誌『小学一年生』編集長や小学館クリエイティブ社長などを務めた野上暁は、1997年（平成9年）を回顧した際、宮崎駿のアニメ映画「もののけ姫」やゲームソフト「ポケットモンスター」ブーム、そして神戸連続児童殺傷事件など「子どもの本の周辺に話題の多い一年だった」と振り返った。
その前兆の一つとして『子どもと悪』（河合隼雄〈後の第16代文化庁長官〉著、岩波書店）が人気となっていたことを挙げ、「数年来加速化してきている子どもの本や子どもの文学といった枠組みの揺らぎとも微妙に重なってくる」と指摘。そんな時代だからこそ、子供に視線を向け、しっかりと「緊張関係を保ちながら作品世界を構築している作家の仕事に強く惹かれる」とした上で、岩瀬成子の『アルマジロのしっぽ』（あかね書房）と、岡田の『選ばなかった冒険　光の石の伝説』（偕成社）を挙げている。特に岡田の、ロールプレイングゲームの世界で“闇の王”と戦う設定について「こちらの世界と向こうの世界を巧妙に重ね合わせ、いじめや暴力といった今日的なテーマを幾重にも織り込んだ奥行きの深い読み応えのある冒険物語」と、高く評している。

### 驚き、困惑、発見、編集する『知のフルーツ』
『千夜千冊』で著名な編集者の松岡正剛も、グリムやアンデルセン、鈴木三重吉、小川未明、石井桃子といった巨匠を列挙した上で、「岡田淳というすばらしい童話作家がいる。」と絶賛。「『扉のむこうの物語』で赤い鳥文学賞をとり、次々に扉をあけていく物語絵で評判」となった岡田の著作の中でも、特に『こそあどの森の物語』に「ぼく（松岡）がはまった。」と述べている。
松岡は「童話は『文化の森や町』なのだ。」から「大人になってからこそ『童話の真実』や『童話の暗喩』に出会うべきなのだ」と主張。こそあどの森では「ちょっとした事件やおかしなこと」が「どこでも起こる」ので、読み進むうちに「たくさんの疑問符をつけていく」。結果、「何かに驚き、何かに困り、お題を見つけ、発見し、編集して、みんなでその『知のフルーツ』を分けあっていくその仕立てに、しばしば感心させられた」。
ちなみに松岡は、主なお薦めの岡田の本として『ふしぎな木の実の料理法』『まよなかの魔女の秘密』『はじまりの樹の神話』『だれかののぞむもの』『あかりの木の魔法』を、この産経新聞の取材の際に挙げている。

## 主な受賞・表彰
岡田は、本格デビュー直後の『放課後の時間割』で日本児童文学者協会の第14回（1981年度）新人賞を、『学校ウサギをつかまえろ』で第27回（1987年度）協会賞を受賞。『雨やどりはすべり台の下で』で第31回（1984年度）サンケイ児童出版文化賞を、『願いのかなうまがり角』で再び第60回（2013年度）産経児童出版文化賞（フジテレビ賞）に選ばれている。
1985年（昭和60年）出版の『二分間の冒険』は、うつのみやこども賞（宇都宮市）を受賞。2014年（平成26年）Amazon.co.jp発表の「オールタイムベスト児童文学100」にも選ばれるなど、発行部数35万部を超えるロングセラーとなっている。
そのほか、『扉のむこうの物語』で第18回（1988年度）赤い鳥文学賞を受賞。1990年代に入り人気は加速し、1994年（平成6年）出版の『こそあどの森の物語』はシリーズ累計70万部（2017年段階）超のベストセラーとなり、野間児童文芸賞を受賞。「児童文学のノーベル賞」とされる国際アンデルセン賞でも国際児童図書評議会 (IBBY) オナーリストに選定されている。
岡田は個人としても2016年11月、井戸敏三兵庫県知事から平成28年度兵庫県文化賞を贈呈されている（落語家桂文珍、文化プロデューサー・演劇評論家河内厚郎、声楽家永井和子、陶芸家西端正と計5人で受賞）。

## 主な著作
1970年代
- 『ムンジャクンジュは毛虫じゃない』偕成社（1979年）のち文庫化 解説:相原法則　デビュー作

1980年代
- 『放課後の時間割』偕成社（1981年）のち文庫 解説:川村たかし
- 『ようこそ、おまけの時間に』偕成社（1981年）のち文庫 解説:江草元治（子どもの本専門店「ジオジオ」店主）
- 『雨やどりはすべり台の下で』偕成社（1984年）挿絵は伊勢英子　のち文庫 解説:藤田のぼる
- 『リクエストは星の話』偕成社 （1983年）　のち文庫
- 『二分間の冒険』偕成社（1985年）挿絵は太田大八　のち文庫 解説:上野瞭
- 『学校ウサギをつかまえろ』偕成社（1987年）
- 『扉のむこうの物語』理論社（1988年）
- 『いちばんすごいまほうつかい』高見八重子絵 ひかりのくに （1988年）
- 『びりっかすの神さま』偕成社（1988年）のち文庫 解説:赤木かん子
- 『ぼくが立たされたわけ』宮本忠夫絵 佼成出版社 （1989年）
- 『ポアンアンのにおい』偕成社 （1989年)のち文庫

1990年代
- 『星モグラ サンジの伝説』理論社(1990年)
- 『手にえがかれた物語』偕成社 （1992年）　のち文庫
- 『もうひとりのぼくも、ぼく』教育画劇 （1992年） スピカの創作文学
- 『こそあどの森の物語』シリーズ（理論社、1994年～2017年）1～3巻で野間児童文芸賞。後に1998年に国際アンデルセン賞のオナーリストに選定
- 『ネコとクラリネットふき』クレヨンハウス（1996年）
- 『選ばなかった冒険―光の石の伝説―』偕成社（1997年）のち文庫
- 『ふしぎの時間割』偕成社 （1998年）

2000年代
- 『プロフェッサーPの研究室』17出版（2000年）
- 『ふたたびプロフェッサーPの研究室』17出版 (2002年）
- 『竜退治の騎士になる方法』偕成社（2003年）
- 『扉のむこうの物語』理論社 （2005年）
- 『人類やりなおし装置』17出版（2008年）全国学校図書館協議会選定図書[23]
- 『フングリコングリ 図工室のおはなし会』偕成社 （2008年）
- 『王子さまの耳はロバの耳』フェリシモ （2009年） おはなしのたからばこ

2010年代
- 『ヤマダさんの庭』BL出版 （2010年）
- 『カメレオンのレオン つぎつぎとへんなこと』偕成社 （2011年）
- 『図工準備室の窓から 窓をあければ子どもたちがいた』偕成社 （2012年）
- 『願いのかなうまがり角』田中六大絵 偕成社 （2012年）
- 『夜の小学校で』偕成社 （2012年）
- 『魔女のシュークリーム』BL出版 （2013年） おはなしいちばん星
- 『小学校の秘密の通路　カメレオンのレオン』偕成社 （2013年）
- 『そこから逃げだす魔法のことば』田中六大絵 偕成社 （2014年）
- 『きかせたがりやの魔女』はたこうしろう絵 偕成社 （2016年）
- 『森の石と空飛ぶ船』偕成社 （2016年）
- 『図書館からの冒険』偕成社 （2019年）[24]

外国で出版
- 『ふたたびプロフェッサーPの研究室』 韓国でも出版（2011年）[25]
- 『人類やりなおし装置』 韓国でも出版（2011年）[26]
- 『シールの星』ユン・ジョンジュ絵、韓国で出版（※『リクエストは星の話』の短編を再編集。日本版は偕成社、2011年）

### オーディオドラマ
- 『びりっかすの神さま』 - 田村睦心・小林顕作・良田麻美ら出演、NHK-FMラジオ「青春アドベンチャー」2014年放送（2017年再放送）[27]
- 『二分間の冒険』 - 田村睦心・桑島法子・今井朋彦・清水綋治ら、NHK-FMラジオ「青春アドベンチャー」2015年放送[28]

### 翻訳
- ウエイン・アンダースン『ドラゴン』 ブックローン出版 1992年
- ウエイン・アンダースン『結婚式のおきゃくさま』ブックローン出版 1996年
- デイヴィッド・パーシィズ作 ウエイン・アンダースン絵『ドラゴン伝説 異国の竜の物語』BL出版 2000年
- ヘレン・ウォード作 ウエイン・アンダースン絵『ドラゴンマシーン』BL出版 2004年
- ヘレン・ウォード作 ウエイン・アンダースン絵『12月通り25番地』BL出版 2005年
- トミー・デ・パオラ『騎士とドラゴン』ほるぷ出版 2005年
- フェイ・ロビンソン文 ウエイン・アンダースン絵『まさかおさかな』BL出版 2007年
- アネット・ルブラン・ケイト『マジック・ラビット』BL出版 2009年

### 共著
- 『作家が語るわたしの児童文学15人』 日本児童文学者協会編 2002年（佐藤さとる、あまんきみこ、那須正幹、岩崎京子、舟崎克彦、さとうまきこ、末吉暁子、後藤竜二、上條さなえ、長崎源之助、丘修三、宮川ひろ、古田足日、松谷みよ子）

### 評論・エッセイ
- 『図工準備室の窓から』 偕成社 (2012年）小学校の図工教師としての体験を綴る
- 『飛ぶ教室 第34号（2013年夏）』 光村図書　- 特集「岡田淳は，何でできている？」として構成

### 挿絵のみ
- シュパング作『にげだしたおばけやしき』文研出版 塩谷太郎訳 1974年
- 堀内純子『いねむりジーゼルカー』講談社 1977年
- 松野正子作『あるくのがきらいな王さまのはなし』PHP研究所・PHPおはなしひろばシリーズ 1978年